# Vincenzo I Gonzaga

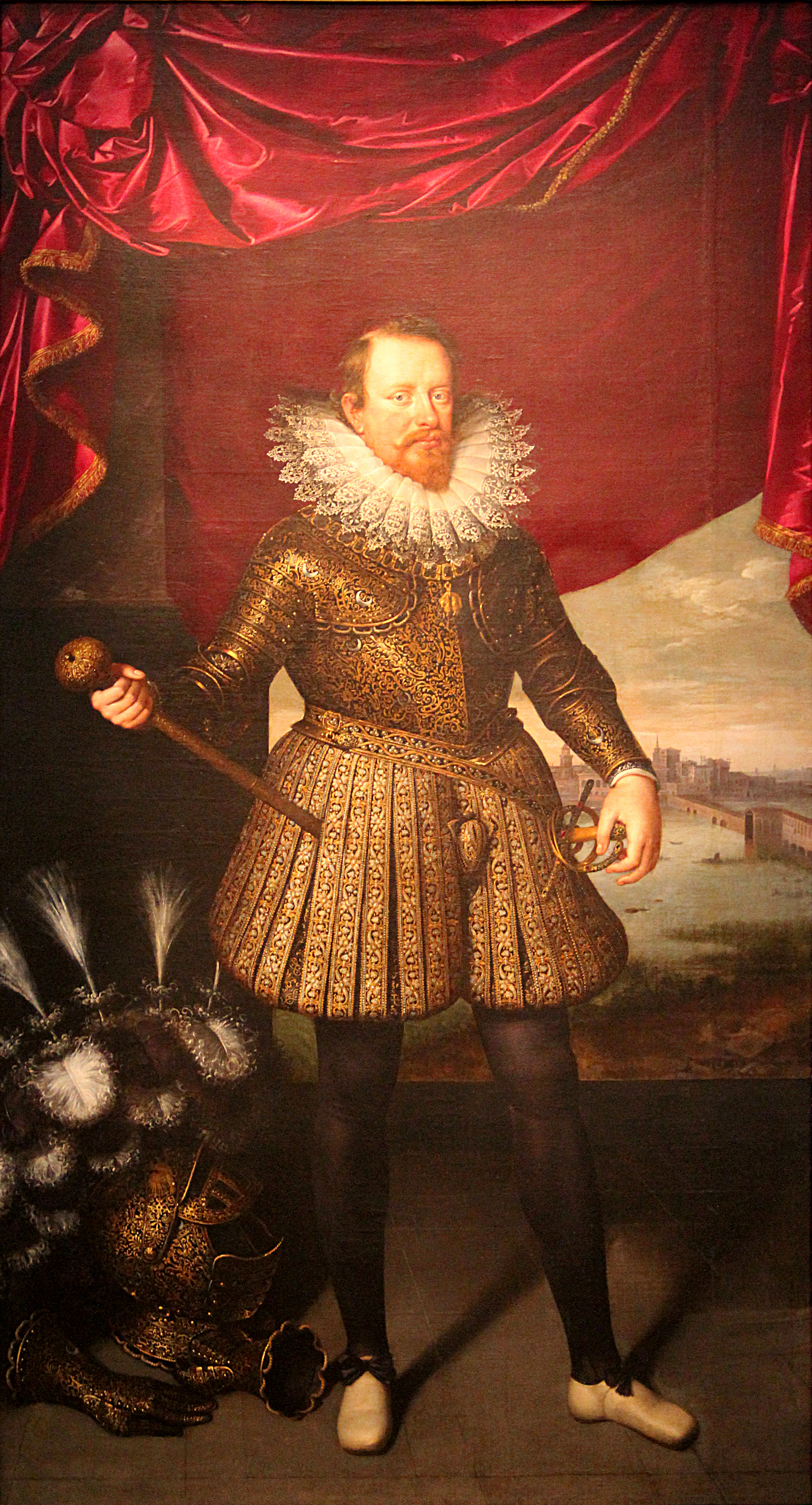
Vincenzo I Gonzaga, hertog van Mantua door Frans Pourbus (II) (1600-1601) privécollectie in Rome.

Vincenzo I Gonzaga (Mantua, 21 september 1562 – aldaar, 9 februari 1612) was hertog van Mantua en Monferrato van 1587 tot zijn dood. Hij was een zoon van hertog Guglielmo I en Eleonora van Oostenrijk.
Hij was tweemaal gehuwd. Op 2 maart 1581 trouwde hij in Piacenza met Margherita Farnese (1567–1643), dochter van Alessandro Farnese, hertog van Parma. Dit huwelijk bleef kinderloos en werd in 1583, na heel wat politiek getouwtrek en bemoeienissen van het Vaticaan, ongeldig verklaard.
Vincenzo huwde voor de tweede maal op 29 april 1584 te Mantua met Eleonora de' Medici (1566-1611), dochter van Franceso I, groothertog van Toscane. Met haar had hij de volgende kinderen:
- Francesco (1586–1612), hertog van Mantua en Monferrato 1612.
- Ferdinando (1587–1626), hertog van Mantua en Monferrato 1612-1626.
- Guglielmo (Mantua, 4 augustus 1589 – 13 mei 1591).
- Margherita (1591–1632); ∞ (1606) hertog Hendrik II van Lotharingen.
- Vincenzo (1594–1627), hertog van Mantua en Monferrato 1626.
- Eleonora (1598-1655); ∞ (1622) keizer Ferdinand II (1578–1637).

Daarnaast had hij kinderen bij verschillende maîtresses:
- bij Agnese de Argotta, markiezin van Grana
  - Francesco (ca. 1588 – ?), bisschop van Nola
  - Silvio (1592 – november/december 1612)
- bij Felicita Guerrieri
  - Francesca (ca. 1593 – ?).